# Laguna del Venado
La laguna del Venado es un espejo de agua perteneciente a la cuenca endorreica del sistema de las Encadenadas del Oeste, en la provincia de Buenos Aires, Argentina. 
Es la cuarta laguna del mencionado sistema; recibiendo los aportes de la laguna del Monte a través de una canal y el arroyo Del Venado; y descargando sus aguas sobre la laguna La Paraguaya a través de otro canal regulado con compuertas. Al iniciarse el hemiciclo húmedo de 1920 - 1970, el volumen de la misma creció absorbiendo a otras lagunas vecinas de menores dimensiones.

## Características
La vegetación acuática se manifiesta en algunos sectores de la laguna, predominando el junco de Schoenoplectus. En sus aguas se han identificado 8 especies diferentes de peces, destacándose el pejerrey.